# 白峰温泉
白峰温泉（しらみねおんせん）は、石川県白山市（旧国加賀国）にある温泉。

## 泉質
- 純重曹泉。全国に4ヶ所しかない珍しい泉質といわれている。湯ざわりは滑らかで俗に「絹肌の湯」と呼ばれる。

## 温泉街
桑島地区･白峰地区などに10軒前後の宿泊施設と3軒の日帰り入浴専門施設がある。
旅館の中には浴室に温泉を引湯していないところもあり、希望者に近隣の総湯の無料券を発行し案内するところもある。
日帰り入浴専門の施設は以下の3施設。
- 桑島温泉総湯（桑島）→現在休業中

廃業したホテルを改装して造られた。地元民にはホテルの名をとって「蛍月（けいげつ）」とも呼ばれる。
- 白峰温泉総湯（白峰）

街の中央に位置する共同浴場。2008年11月9日に木造2階建て一部鉄筋コンクリート造の新館がオープンした。地域交流センターの機能も兼ねている。
総湯前は毎年7月に行われる白山まつりのメイン会場でもある。
- ふるさと交流センター白山天望の湯（風嵐）

白山まるごと体験村内。白山国立公園センターと同居。付近には、自然体験村「緑の村」、白山砂防科学館などがある。現在閉館し営業終了している。
この他、フィジック白峰内に温泉館「スプラッシュ」があったが、現在は営業していない。

## 歴史
昭和53年開湯。

## アクセス
バス
- 北陸鉄道石川線 鶴来駅から北鉄白山バス白峰行き乗車。
  - 桑島温泉総湯・ホテル八鵬は「桑島温泉」バス停下車。
  - その他の施設は「白峰」バス停下車。

車
- 北陸自動車道小松IC・金沢西ICまたは福井北ICから約1時間。
- 東海北陸自動車道白鳥ICから油坂峠道路・国道158号経由。大野から国道157号で金沢・勝山方面へ。
- 東海北陸自動車道白川郷ICから白山白川郷ホワイトロード（冬期間閉鎖）、国道157号を勝山方面へ。